# 羅津港駅
羅津港駅（ラジナンえき、朝鮮語: 라진항역）は、朝鮮民主主義人民共和国羅先特別市の駅で、羅津港線に属する。 

## 隣の駅
羅津港線
羅津駅 - 羅津港駅